# Đa dạng sinh học

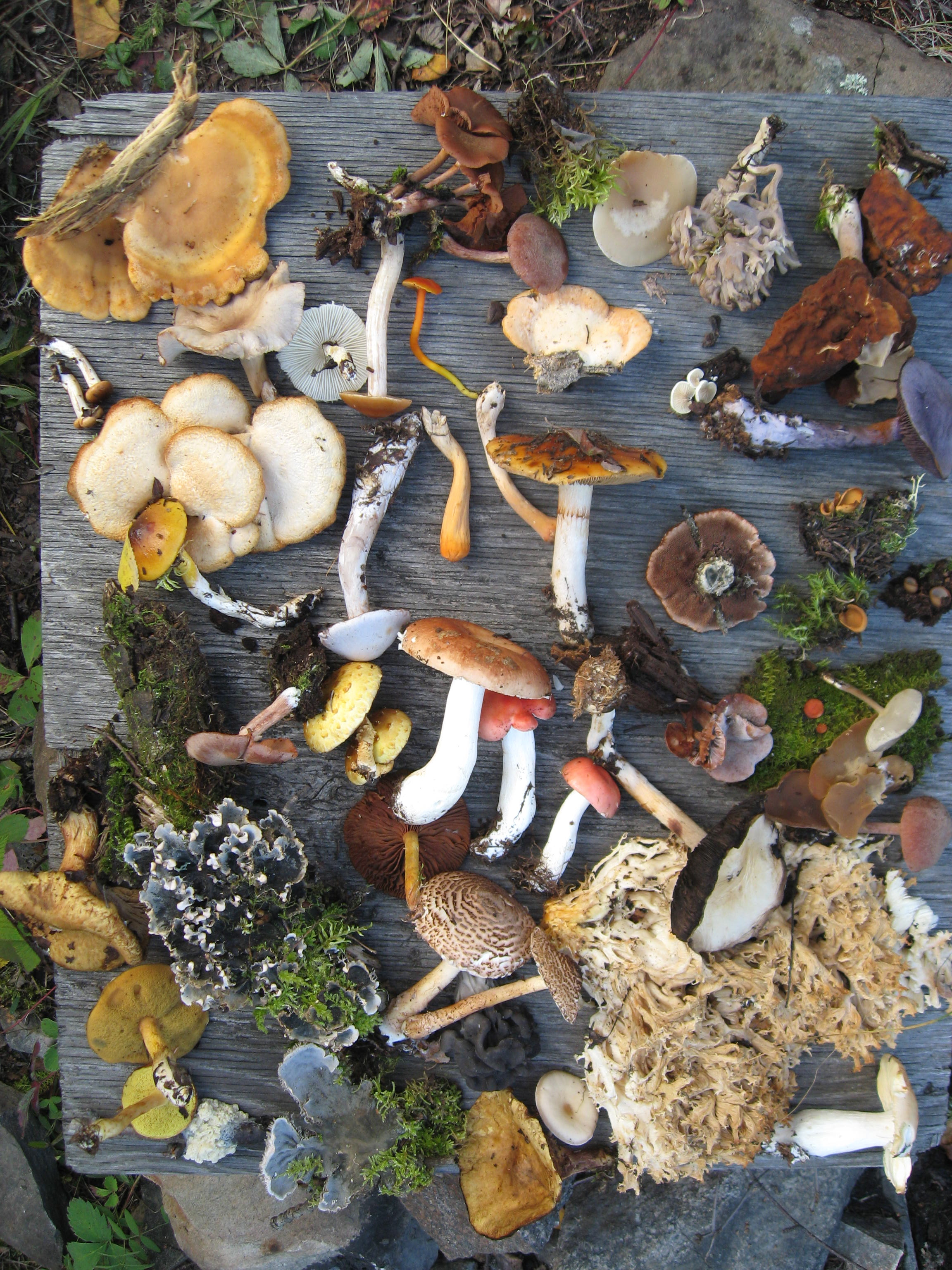
Một mẫu nấm thu thập được vào mùa hè năm 2008 tại các khu rừng hỗn hợp nằm ở miền Bắc Saskatchewan, gần thị trấn LaRonge, Canada. Đây là ví dụ chứng minh tính đa dạng của loài nấm. Trong tấm hình này còn hiện diện cả lá địa y và rêu.

Đa dạng sinh học (tiếng Anh: biodiversity) là một chuyên ngành của sinh học nghiên cứu sự đa dạng và biến đổi của sự sống trên Trái Đất. Đa dạng sinh học biểu hiện ở ba đặc điểm: đa dạng di truyền, đa dạng loài và đa dạng hệ sinh thái. Đa dạng sinh học không được phân bố đều trên khắp Trái Đất và các vùng nhiệt đới thường có đa dạng sinh học cao hơn các khu vực khác. Đa dạng sinh học trên cạn cũng thường ở cao hơn ở các vùng gần đường xích đạo – đây là hệ quả của khí hậu ấm và sản lượng sơ cấp cao. Những hệ sinh thái rừng nhiệt đới ở vùng này chiếm ít hơn 10% bề mặt Trái Đất nhưng là nơi 90% các loài sinh sống trên thế giới. Dọc theo các bờ biển ở phía Tây Thái Bình Dương, sinh học biển thường đa dạng hơn vì nơi này có nhiệt độ mặt biển đạt mức cao nhất và nằm ở dải vĩ độ trung bình trên tất cả các đại dương. Thường có những gradient vĩ độ trong đa dạng loài, trong đó độ đa dạng tăng ở vùng vĩ độ thấp hơn. Đa dạng sinh nói chung có xu hướng tập hợp tại những điểm nóng và có dấu hiệu gia tăng theo thời gian nhưng có khả năng sẽ diễn ra chậm trong tương lai.
Dấu hiệu thay đổi môi trường nhanh thường là nguyên nhân dẫn đến những sự kiện tuyệt chủng. Ước tính rằng hơn 99% tất cả các loài từng sống trên Trái Đất (lên tới hơn 5 tỷ loài) đã bị tuyệt chủng. Những ước tính về số lượng loài đang hiện diện Trái Đất rơi vào khoảng 10 triệu đến 14 triệu loài, trong đó 1,2 triệu loài đã được ghi thành tài liệu, còn hơn 86% loài chưa được mô tả. Gần đây vào năm 2016, các nhà khoa học đưa ra báo cáo rằng ước tính 1 nghìn tỷ loài có mặt trên Trái Đất hiện nay, nhưng chỉ 0,001% loài được mô tả. Tổng số cặp DNA cơ sở liên quan trên Trái Đất ước tính là 5,0 x 1037 và nặng 50 tỷ tấn. Bên cạnh đó, tổng số sinh khối của sinh quyển được ước tính lên tới 4 x 1012 tấn (tức tương đương hàng tỷ tấn carbon). Tháng 7 năm 2016, giới khoa học báo cáo rằng đã xác định 355 đoạn gen đến từ tổ tiên chung gần nhất của muôn loài (LUCA) của tất cả các sinh vật sống trên Trái Đất.
Tuổi thọ của Trái Đất rơi vào khoảng 4,54 tỷ năm. Bằng chứng sớm nhất về sự sống trên Trái Đất có niên đại ít nhất từ 3,5 tỷ năm về trước, diễn ra trong giai đoạn Đại Tiền Thái cổ sau khi một lớp vỏ địa chất bắt đầu đông đặc lại sau thời gian nóng chảy của liên đại Hỏa thành. Những hóa thạch thảm vi sinh đã được phát hiện tại một sa thạch có tuổi thọ 3,48 tỷ năm ở miền Tây Úc. Những bằng chứng vật lý đầu tiên khác của một chất sinh học là than chì được phát hiện tại những tảng đó có tuổi thọ 4,1 tỷ năm ở Tây Úc. Theo lời một trong các nhà nghiên cứu chỉ ra rằng: "Nếu sự sống sinh sôi tương đối nhanh trên Trái Đất... thì đó có thể là chuyện bình thường trong vũ trụ".
Kể từ khi sự sống khởi nguồn trên Trái Đất, 5 vụ tuyệt chủng lớn và một số vụ tuyệt chủng nhỏ đã gây nên tổn thất lớn và đột ngột về mặt đa dạng sinh học. Liên đại Hiển sinh (tức 540 triệu năm trở lại đây) đánh dấu sự gia tăng nhanh chóng về mặt đa dạng sinh học thông qua bùng nổ kỷ Cambri—thời kỳ mà phần lớn ngành sinh vật đa bào lần đầu xuất hiện. 400 triệu năm kế tiếp chứng kiến những tổn thất đa dạng sinh học lặp lại và được gọi là sự kiện tuyệt chủng hàng loạt. Trong Kỷ Than Đá, vụ rừng nhiệt đới sụp đổ là nguyên nhân tước đi sự sống của nhiều loài thực vật và động vật. Sự kiện tuyệt chủng kỷ Permi–kỷ Trias diễn ra 251 triệu năm trước là thảm họa tồi tệ nhất, làm cho các loài động vật có xương phải mất tới 30 triệu năm để phục hồi số lượng cá thể. Thảm họa gần nhất là Sự kiện tuyệt chủng Phấn Trắng-Cổ Cận xảy ra 65 triệu năm về trước và gây nhiều chú ý hơn các thảm họa khác vì nó đã làm tuyệt chủng các loài khủng long phi điểu (non-avian dinosaur).
Khoảng thời gian kể từ khi xuất hiện con người đã cho thấy dấu hiệu của sự sụt giảm đa dạng sinh đang diễn ra không ngừng nghỉ, đi kèm với đó là tổn thất đa dạng di truyền. Trong sự kiện tuyệt chủng Holocen, sự suy giảm đa dạng sinh chủ yếu gây ra bởi tác động của con người, mà cụ thể là hành vi phá hủy sinh cảnh. Ngược lại, đa dạng sinh học lại tác động tích cực tới sức khỏe của con người, bất chấp có một số ít những tác động tiêu cực đã được nghiên cứu.
Liên Hợp Quốc (LHQ) đã chỉ định giai đoạn 2011–2020 là Thập kỷ đa dạng sinh học của Liên Hợp Quốc, còn giai đoạn 2021–2030 là Thập kỷ khôi phục hệ sinh thái của Liên Hợp Quốc. Theo bản Báo cáo Đánh giá Toàn cầu về Đa dạng sinh học và Dịch vụ Hệ sinh thái của IPBES đưa ra vào năm 2019, 25% các loài thực vật và động vật trên hành tinh đang đứng trước nguy cơ bị tuyệt chủng do hoạt động của con người. Tháng 10 năm 2020, một báo cáo khác của IPBES phát hiện những hành vi gây tổn thất đa dạng sinh học cũng là nguyên nhân gây nên các đại dịch.
Năm 2020, ấn bản thứ 5 của báo cáo Triển vọng Đa dạng sinh học toàn cầu của LHQ được đưa ra. Đây được xem là "bản báo cáo cuối cùng" cho Mục tiêu Đa dạng sinh học Aichi – loạt 20 mục tiêu đặt ra lúc khởi đầu Thập kỷ Đa dạng sinh học của LHQ vào năm 2010 rằng hầu hết trong số chúng được cho là sẽ đạt được vào cuối năm 2020. Ấn bản này cho biết không có bất kì mục tiêu nào liên quan đến bảo vệ hệ sinh thái và thúc đẩy tính bền vững được đáp ứng đầy đủ.

## Lịch sử của thuật ngữ
- 1916 – Thuật ngữ biological diversity được lần đầu sử dụng bởi J. Arthur Harris trong nghiên cứu The Variable Desert: "Phải tuyên bố thẳng thừng rằng khu vực có hệ thực vật phong phú về số chi và loài [và] có nguồn gốc và quan hệ đa dạng là hoàn toàn không đủ để miêu tả về tính đa dạng sinh học thật sự của nó."[48]
- 1975 – Thuật ngữ natural diversity được giới thiệu bởi John Terborgh.[49]
- 1989 – Thomas Lovejoy giới thiệu thuật ngữ biological diversity tới cộng đồng khoa học trong một cuốn sách.[50] Nó nhanh chóng được sử dụng phổ biến.[51]
- 1985 – Theo Edward O. Wilson, cụm từ rút gọn biodiversity được đặt ra bởi W. G. Rosen: "Diễn đàn quốc gia về Đa dạng sinh học (BioDiversity) ... do Walter G.Rosen lập ra... Tiến sĩ Rosen là người đại diện cho dự án NRC/NAS trong suốt các giai đoạn lên kế hoạch của dự án. Ngoài ra, ông còn giới thiệu cụm từ biodiversity".[52]
- 1985 - Thuật ngữ "biodiversity" xuất hiện trong một bài viết có nhan đề "A New Plan to Conserve the Earth's Biota" của Laura Tangley.[53]
- 1988 - Thuật ngữ biodiversity lần đầu xuất hiện trong một ấn phẩm.[54][55]
- Ngày nay - thuật ngữ được sử dụng đại phổ biến trong nghiên cứu khoa học.

## Các định nghĩa

### Tiền thân và các thuật ngữ thay thế
Từ đa dạng sinh học ("Biodiversity") thường được dùng thông dụng để thay thế cho những thuật ngữ được định nghĩa cụ thể hơn và lâu đời hơn như đa dạng loài và mức độ đa dạng của loài. Các nhà sinh học thường định nghĩa đa dạng sinh học là "tổng thể của đa dạng gen, đa dạng loài và đa dạng hệ sinh thái của một khu vực". Ưu điểm của định nghĩa này là nó có khả năng mô tả hầu hết các trường hợp và đưa ra một cái nhìn thống nhất về những dạng sinh học truyền thống từng được định nghĩa trong quá khứ:
- Đa dạng loài (thường là thước đo mức độ đa dạng của loài).[59]
- Đa dạng hệ sinh thái (thường nhìn từ góc độ đa dạng sinh thái).[59]
- Đa dạng hình thái (bắt nguồn từ đa dạng di truyền và sinh học phân tử).[60]
- Đa dạng chức năng (thường là thước đo số lượng các loài có chức năng khác nhau trong một quần thể, ví dụ như cơ chế nuôi ăn khác nhau, khả năng hoạt động khác nhau, loài săn mồi vs con mồi...).[61]

### Wilcox 1982
Một định nghĩa cụ thể và phù hợp với cách diễn giải nói trên được đưa ra lần đầu trong một bài báo của tác giả Bruce A. Wilcox do Liên minh Bảo tồn Thiên nhiên Quốc tế (IUCN) ủy thác trong Hội thảo Vườn quốc gia Thế Giới 1992. Theo định nghĩa của Wilcox: "Đa dạng sinh học là tính đa dạng của các dạng sống ở tất cả cấp độ của hệ thống sinh học (bao gồm phân tử, quần thể, sinh vật, loài và hệ sinh thái...)".

### Đa dạng di truyền: Wilcox 1984
Về mặt di truyền, đa dạng sinh học có thể được định nghĩa là tính đa dạng của các alen, gen và sinh vật. Chúng nghiên cứu xoay quanh những quá trình như đột biến và chuyển gen ngang, thúc đẩy sự tiến hóa.

### Liên Hợp Quốc 1992
Năm 1992, Hội nghị Thượng đỉnh Trái Đất của Liên Hợp Quốc (LHQ) đưa ra định nghĩa về đa dạng sinh học là "tính (đa dạng) biến thiên giữa các sinh vật sống của tất cả các nguồn bao gồm các hệ sinh thái tiếp giáp, trên cạn, biển, các hệ sinh thái thủy vực khác và các tập hợp sinh thái mà chúng là một phần. Tính đa dạng này thể hiện ở trong mỗi bộ loài, giữa các loài và các hệ sinh học." Định nghĩa này cũng được dùng trong Công ước về Đa dạng sinh học.

### Gaston và Spicer 2004
Định nghĩa của Gaston và Spicer trong tác phẩm Biodiversity: an introduction (Đa dạng sinh học: phần giới thiệu) là "sự biến đổi của sự sống ở mọi cấp độ tổ chức sinh học".

### Tổ chức Nông Lương Liên Hợp Quốc (FAO) 2020

#### Đa dạng sinh học rừng
Đa dạng sinh học rừng là một bộ phận của đa dạng sinh học. Thuật ngữ này có nghĩa rộng là dùng để chỉ tất cả các dạng sống được tìm thấy trong các khu vực có rừng và vai trò sinh thái mà chúng thực hiện. Như vậy, đa dạng sinh học rừng không chỉ bao gồm cây cối mà còn bao gồm vô số các loài thực vật, động vật và vi sinh vật sống trong rừng và sự đa dạng di truyền của chúng. Đa dạng sinh học rừng có thể được xem xét vì tran seo biếu ở các cấp độ khác nhau, bao gồm hệ sinh thái, cảnh quan, loài, quần thể và di truyền và các tương tác phức tạp có thể xảy ra trong và giữa các cấp độ này. Trong các khu rừng đa dạng về mặt sinh học, sự phức tạp này cho phép sinh vật thích nghi với các điều kiện môi trường liên tục thay đổi và duy trì các chức năng của hệ sinh thái.
Trong phụ lục của Quyết định II/9, Hội nghị các Bên tham gia Công ước về Đa dạng sinh học 2020 đã công nhận rằng: "Đa dạng sinh học rừng là kết quả của các quá trình tiến hóa trong hàng nghìn và thậm chí hàng triệu năm mà bản thân nó được thúc đẩy bởi các động lực sinh thái chẳng hạn như khí hậu, lửa, cạnh tranh và thay đổi. Hơn nữa, sự đa dạng của các hệ sinh thái rừng (cả về đặc điểm vật lý và sinh học) dẫn đến mức độ thích nghi cao, đặc điểm này của hệ sinh thái rừng là một bộ phận cấu thành của sự đa dạng sinh học của chúng. Trong các hệ sinh thái rừng cụ thể, việc duy trì các quá trình sinh thái phụ thuộc vào việc duy trì sự đa dạng sinh học này."

## Phân bố

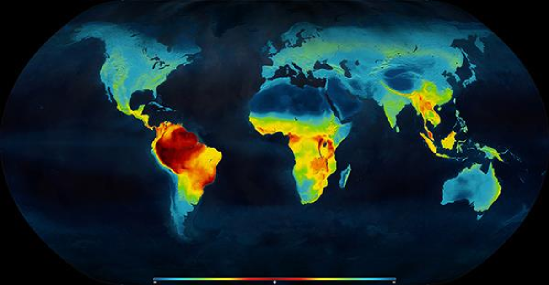
Sự phân bố các loài động vật có xương sống trên cạn, trong đó mức độ đa dạng tập trung cao nhất được thể bằng màu đỏ nằm ở các vùng xích đạo, có xu hướng giảm dần về phía hai cực (thể hiện qua màu xanh lam ở cuối dải quang phổ) (Mannion 2014).

Đa dạng sinh học không được phân bố đồng đều, thay vào đó nó biến đổi rất phong phú trên khắp bề mặt địa cầu cũng như trong từng khu vực. Tính đa dạng của tất cả các loài sinh vật sống (quần xã sinh vật) phụ thuộc vào các yếu tố như nhiệt độ, giáng thủy, cao độ, đất, địa lý và sự hiện diện của những loài sinh vật khác. Bộ môn nghiên cứu về phân bố không gian giữa các loài, các sinh vật và hệ sinh thái là ngành khoa học địa lý sinh học.
Tính đa dạng luôn phân bố cao hơn ở các vùng nhiệt đới và những vùng bản địa khác như khu bảo tồn hoa mũi Hảo Vọng, đồng thời ntl khá ngon có mật độ thấp hơn ở các vùng cực. Những khu rừng mưa có khí hậu ẩm ướt trong một thời gian dài, ví dụ như Vườn quốc gia Yasuni tại Ecuador có tính đa dạng sinh học đặc biệt cao.
Đa dạng sinh học trên cạn được cho là lớn gấp 25 lần so với đa dạng sinh học đại dương. Các khu rừng là nơi cư ngụ của hầu hết những loài đa dạng sinh học trên cạn trên Trái Đất. Do đó, việc bảo tồn đa dạng sinh học thế giới hoàn toàn phụ thuộc vào cách con người tác động và sử dụng những khu rừng trên hành tinh. Từng có một biện pháp mới được áp dụng vào năm 2011, qua đó đưa tổng số loài trên Trái Đất lên 8,7 triệu loài, trong đó ước tính 2,1 triệu loài sống dưới đại dương. Tuy nhiên, con số ước tính trên dường như không đại diện cho sự đa dạng của những loài vi sinh vật. Rừng cung cấp môi trường sống cho 80% loài lưỡng cư, 75% loài chim và 68% loài động vật có vú. Khoảng 60% loài thực vật bậc cao được phát hiện trong những khu rừng nhiệt đời. Rừng ngập mặn cung cấp nơi sinh sản và sinh trưởng cho nhiều loài cá và động vật có vỏ, đồng thời là nơi bẫy trầm tích – thứ có thể tác động xấu đến thảm cỏ biển và rạn san hô, vốn là môi trường sống cho nhiều loài sinh vật biển khác.

### Gradient vĩ độ
Nhìn chung thì luôn có sự gia tăng đa dạng sinh học từ hai cực đến những vùng nhiệt đới. Vì thế những nơi nằm ở vĩ độ thấp có nhiều loài sinh sống hơn là những nơi nằm ở vĩ độ cao. Đặc tính này thường được gọi là gradient vĩ độ trong đa dạng loài. Một số yếu tố sinh thái có thể góp phần tạo nên gradient, nhưng yếu tố tối quan trọng hơn cả là do nhiệt độ trung bình ở xích đạo lớn hơn so với nhiệt độ ở hai cực. Mặc dù đa dạng sinh học trên cạn giảm dần từ xích đạo đến hai cực, nhưng một vài nghiên cứu chỉ ra rằng đặc tính này chưa được xác thực trong hệ sinh thái thủy sinh, đặc biệt là hệ sinh thái biển. Sự phân bố theo vĩ độ của các ký sinh trùng dường như không tuân theo quy luật này.

### Các điểm nóng
Một điểm nóng đa dạng sinh học là nơi có nhiều loài đặc hữu bị mất môi trường sống ở mức nghiêm trọng. Thuật ngữ điểm nóng (hotspot) được giới thiệu vào năm 1988 bởi Norman Myers. Các điểm nóng trải dài khắp thế giới, đa số chúng tập trung ở những khu rừng và vùng nhiệt đới. Rừng Đại Tây Dương của Brasil được xem là một điểm nóng như vậy. Đây là nơi sinh sống của khoảng 20.000 loài thực vật, 1.350 loài động vật có xương sống và hàng triệu loài côn trùng; khoảng một nửa trong số chúng không hề xuất hiện ở bất cứ nơi nào khác. Đảo Madagascar và Ấn Độ cũng là những địa điểm đáng chú ý. Colombia thì đặc trưng bởi tính đa dạng sinh học cao, với tỷ lệ loài tính theo đơn vị diện tích cao nhất thế giới và là nơi có đông loài đặc hữu hơn bất kì quốc gia nào khác. Khoảng 10% số loài trên Trái Đất chỉ có thể tìm thấy ở Colombia, cụ thể là hơn 1.900 loài chim, nhiều hơn cả số loài ở Bắc Mỹ và châu Âu gộp lại. Ngoài ra Colombia sở hữu tới 10% loài động vật, 14% loài lưỡng cư và 18% loài chim trên hành tinh. Các khu rừng khô rụng lá và rừng mưa đồng bằng ở Madagascar có tỷ lệ đặc hữu cao. Kể từ khi hòn đảo này tách khỏi lục địa Châu Phi 66 triệu năm về trước, nhiều loài và hệ sinh thái ở nơi đây đã phát triển độc lập. 17.000 hòn đảo của Indonesia rộng 735.355 dặm vuông Anh (1.904.560 km2) và chứa 10% loài thực vật hạt kín, 12% loài động vật có vú và 17% tổng số loài bò sát, lưỡng cư và chim trên Trái Đất–bên cạnh 240 triệu người sinh sống. Nhiều vùng có mức độ đa dạng sinh học/đặc hữu cao là do sự phát sinh của những môi trường sống đặc thù đòi hỏi tính thích nghi bất thường, chẳng hạn như những ngọn núi có khí hậu vùng cao hay đầm lầy than bùn ở Bắc Âu.

## Tiến hóa

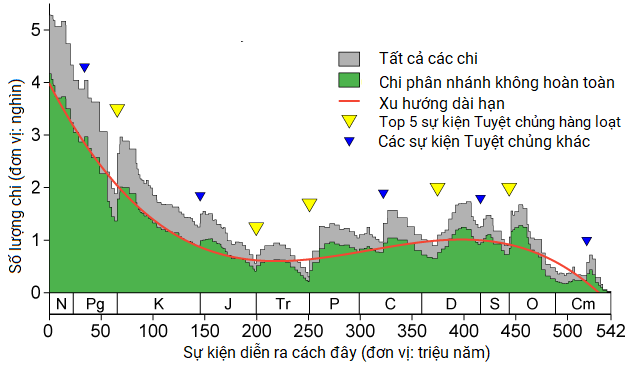
Biểu hiện của đa dạng hóa thạch biển trong Liên đại Hiển sinh

### Niên đại
Đa dạng sinh học là hệ quả của 3,5 tỷ năm tiến hóa. Nguồn gốc sự sống vẫn chưa được giới khoa học xác minh, tuy nhiên một vài bằng chứng chỉ ra rằng sự sống đã được hình thành vững chắc chỉ vài triệu năm sau khi cấu thành Trái Đất. Tính đến 2,5 tỷ năm về trước, mọi sự sống trên đất chỉ bao gồm hệ vi sinh vật – vi khuẩn cổ, vi khuẩn, sinh vật đơn bào, động vật nguyên sinh và sinh vật nguyên sinh.
Lịch sử đa dạng sinh học trong Liên đại Hiển sinh (540 triệu năm trước) khởi đầu với sự phát triển nhanh chóng của Bùng nổ kỷ Cambri – thời kì mà hầu như mọi ngành sinh vật đa bào lần đầu xuất hiện. Trong hơn 400 triệu năm kế tiếp tính từ mốc thời gian đó, tính đa dạng của động vật không xương sống thể hiện ít xu hướng tổng thể, còn tính đa dạng của động vật có xương sống lại cho ra một xu hướng tổng thể tăng theo cấp số mũ. Sự gia tăng tính đa dạng đáng kể này thường có cột mốc theo chu kỳ, tổn thất đa dạng sinh học diện rộng được phân loại là các sự kiện tuyệt chủng. Từng xảy ra tổn thất đa dạng sinh học đáng kể khi những khu rừng mưa bị gãy đổ hàng loạt trong Kỷ Than Đá. Tồi tệ nhất là sự kiện tuyệt chủng kỷ Permi–kỷ Trias xảy ra 250 triệu năm về trước, làm loài động vật có xương sống phải mất tới 30 năm để phục hồi số lượng cá thể.

### Đa dạng hóa
Hai vấn đề là sự tồn tại sức chứa của hành tinh và "giới hạn số lượng cá thể sống cùng một lúc" đang được đem ra tranh luận; có người còn đặt ra câu hỏi rằng liệu một giới hạn như thế sẽ giới hạn luôn cả số lượng loài không. Trong khi những ghi chép về sự sống trên biển thể hiện một mô hình tăng trưởng dạng hàm lô-gít, thì sự sống trên cạn (côn trùng, thực vật và động vật bốn chân) lại cho thấy sự gia tăng tính đa dạng theo cấp số mũ. Giống như một học giả từng phát ngôn: "Động vật bốn chân vẫn chưa chiếm tới 64% môi trường sống tiềm năng, và [có thể] nếu như không có tác động của con người, tính đa dạng sinh thái và phân loại của động vật bốn chân sẽ tiếp tục tăng theo cấp số nhân cho đến khi hầu hết hoặc mọi không gian sinh thái sẵn có bị lấp kín." Bên cạnh đó, dường như đa dạng sinh học sẽ tiếp tục tăng theo thời gian, đặc biệt là sau những thảm họa tuyệt chủng hàng loạt.

## Dịch vụ hệ sinh thái

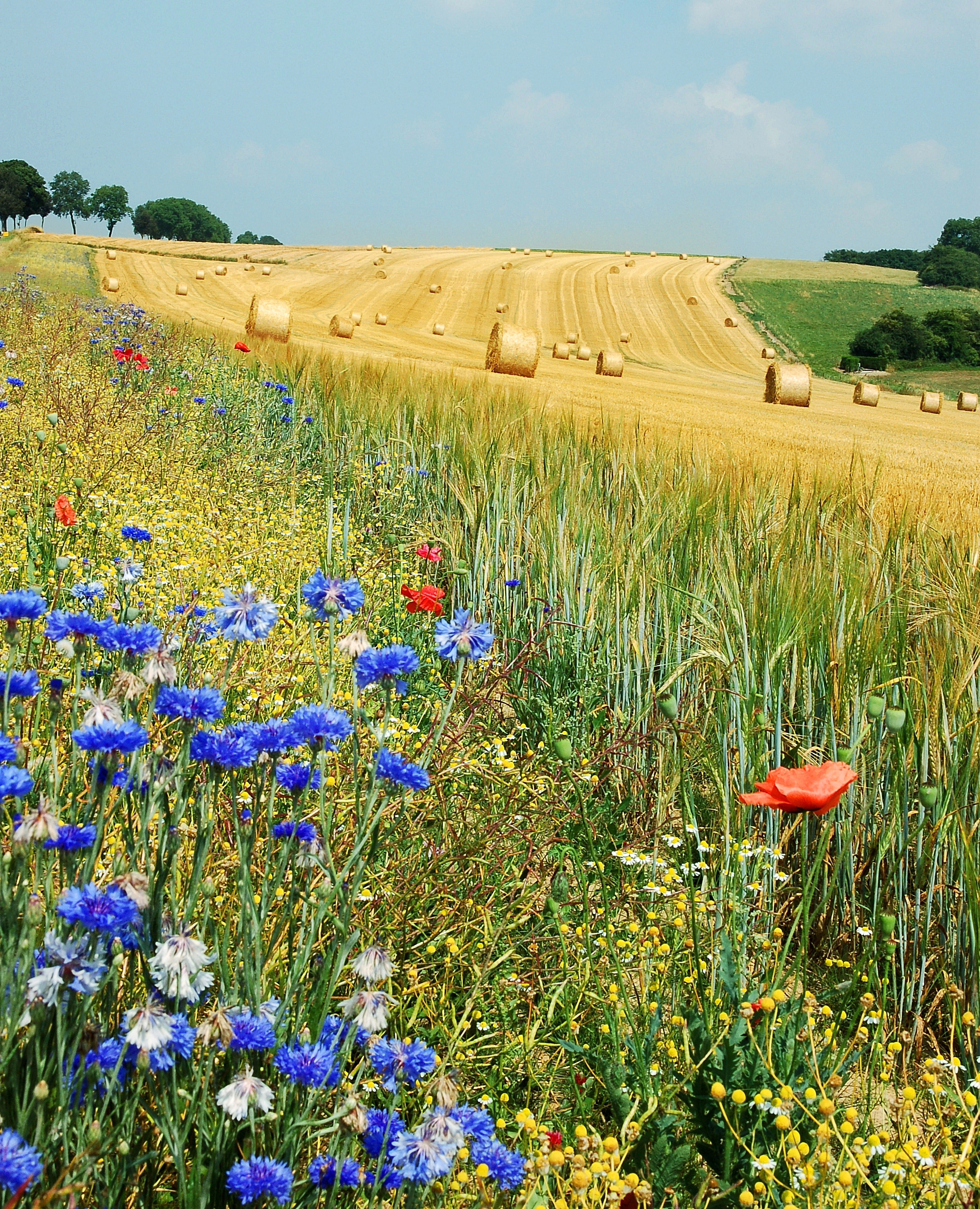
Cánh đồng vào mùa hè tại Bỉ (Hamois). Những bông hoa màu xanh dương là Centaurea cyanus, còn những bông hoa màu đỏ là Papaver rhoeas.

### Các bằng chứng
"Dịch vụ hệ sinh thái là tập hợp những ích lợi mà hệ sinh thái đem lại cho nhân loại." Các loài tự nhiên (hay quần xã sinh vật) là những nhân tố chăm sóc cho tất cả các hệ sinh thái. Có thể nói dịch vụ hệ sinh thái giống một ngân hàng khổng lồ với bản kê khai tài sản vốn có khả năng chi trả, duy trì lãi cổ phần cho sự sống vô thời hạn, với điều kiện là vốn phải được duy trì. Các dịch vụ này có ba tính chất:
- Cung cấp những dịch vụ liên quan đến sản xuất nguồn tài nguyên tái tạo (ví dụ như thực phẩm, gỗ, nước ngọt).[94]
- Điều chỉnh những dịch vụ để tiết chế chúng ít làm thay đổi môi trường hơn (ví dự như điều hòa khí hậu, kiểm soát sâu bệnh/dịch bệnh).[94]
- Những dịch vụ văn hóa đại diện cho giá trị và sự hưởng thụ của con người (ví dụ như thẩm mỹ cảnh quan, di sản văn hóa, giải trí ngoài trời và giá trị tinh thần).[96]

Từng có nhiều người cho rằng đa dạng sinh học có tác động lên những dịch vụ hệ sinh thái này, đặc biệt là các dịch vụ cung cấp hoặc điều chỉnh. Trong một cuộc khảo sát toàn diện thông qua các tài liệu bình duyệt nhằm đánh giá 36 ý kiến khác nhau về tác động của đa dạng sinh học lên những dịch vụ hệ sinh thái, thì 14 ý kiến trong số đó được cho là hợp lệ, 6 ý kiến ủng hộ lẫn nhau hoặc không được ủng hộ, 3 ý kiến thiếu chính xác và 13 ý kiến không đủ bằng chứng để đưa ra kết luận chính xác.

### Nông nghiệp

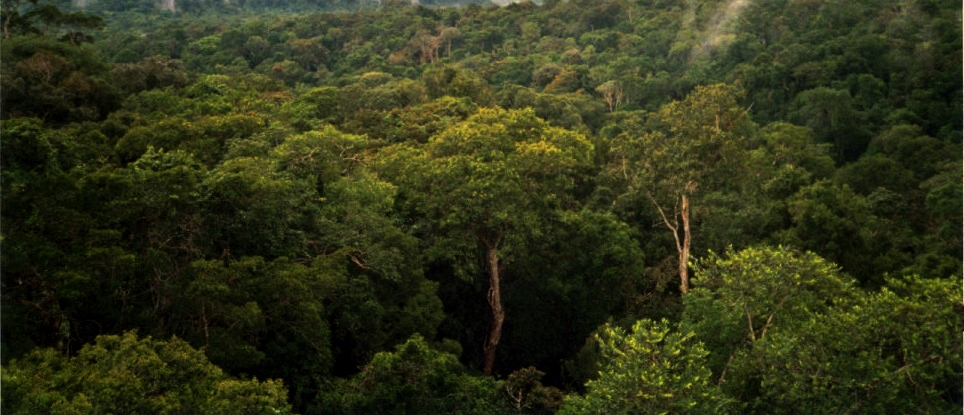
Rừng mưa Amazon ở Nam Mỹ.

Đa dạng sinh học nông nghiệp có thể chia làm hai loại. Loại thứ nhất là đa dạng di truyền, tức bao gồm những biến thể di truyền trong một giống loài duy nhất, ví dụ như khoai tây (Solanum tuberosum) có nhiều kiểu dáng và chủng loại khác nhau (chẳng hạn như ở Mỹ người ta có thể so sánh khoai tây nâu đỏ với các loại khoai tây mới hoặc khoai tây tím; dù tất cả chúng đều khác nhau nhưng đều có nguồn gốc từ cùng một loài là S. tuberosum). Loại thứ hai của đa dạng sinh học nông nghiệp là đa dạng loài, tức ám chỉ số lượng và chủng loài của các loài khác nhau. Chẳng hạn như nhiều nông dân ở các khu trồng rau nhỏ thường trồng một lúc nhiều loài cây khác nhau như khoai tây, cà rốt, ớt, rau diếp...
Bên cạnh đó, đa dạng sinh học nông nghiệp còn có thể chia theo hai loại khác: đa dạng 'có kế hoạch' và đa dạng 'liên quan'. Đây là cách phân loại theo chức năng và không phải bản chất nội tại của sự sống hay tính đa dạng. Đa dạng có kế hoạch tức là nói đến những cánh đồng mà một người nông dân được khuyến khích trồng hoặc chăn nuôi (ví dụ như cây trồng, cây che phủ, vật cộng sinh và vật nuôi...). Đối lập với đa dạng có kế hoạch là đa dạng liên quan, tức nói đến những yếu tố bên ngoài không mời mà đến (ví dụ như động vật ăn cỏ, các cây cỏ dại hoặc mầm bệnh...).

### Sức khỏe con người

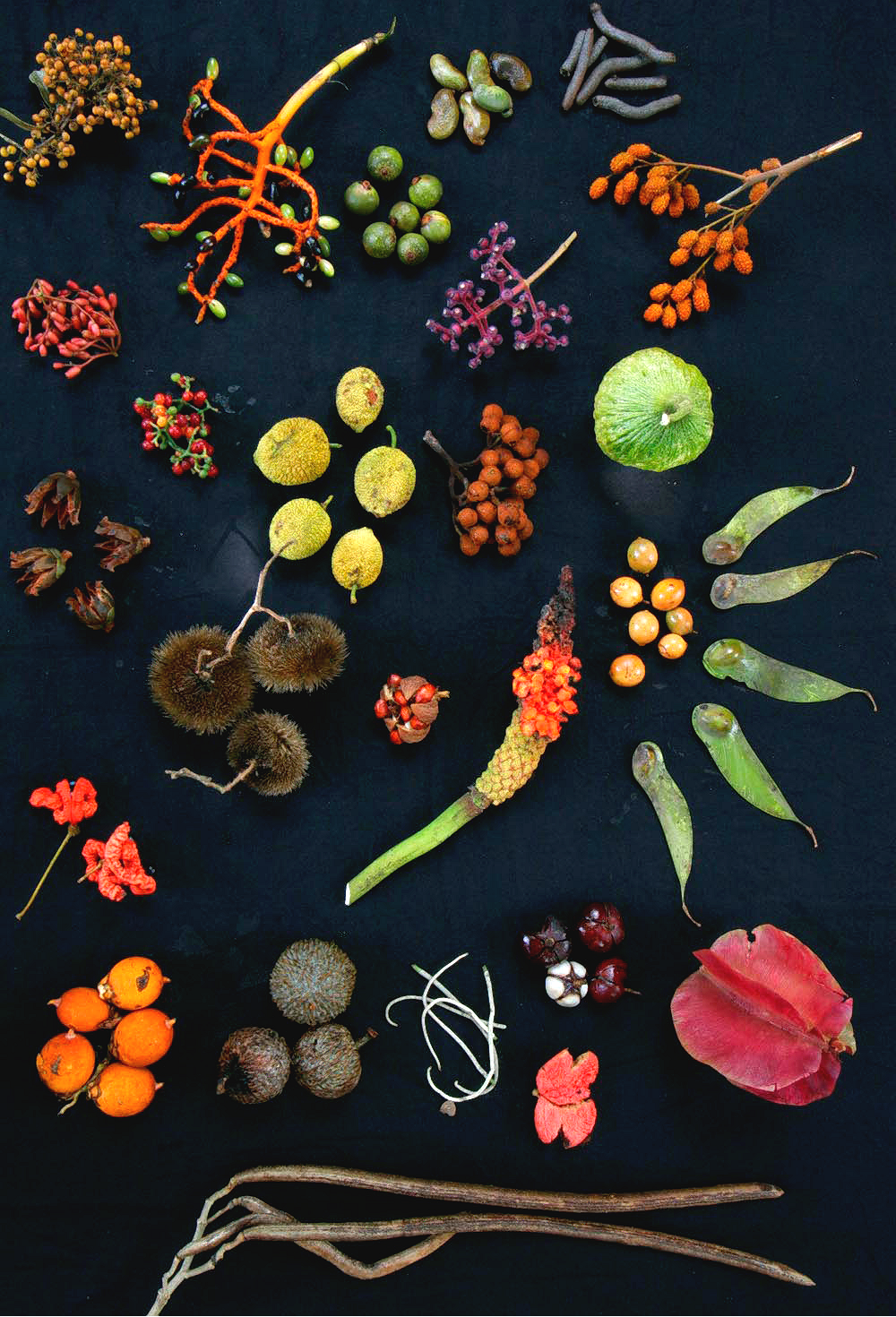
Những tán rừng đa dạng trên Đảo Barro Colorado, Panama với hình ảnh những loài cây trái khác nhau.

Mối liên hệ giữa đa dạng sinh học và sức khỏe con người đang dần trở thành một vấn đề chính trị quốc tế, vì những bằng chứng khoa học được xây dựng dựa trên các tác động y sức khỏe toàn cầu do tổn thất đa dạng sinh học gây ra. Vấn đề này có mối liên hệ chặt chẽ với vấn đề biến đổi khí hậu, vì người ta dự đoán rằng nhiều rủi ro về mặt sức khỏe do biến đổi khí hậu có liên quan đến những thay đổi về đa dạng sinh học (ví dụ như thay đổi quần thể và vật trung gian truyền bệnh, khan hiếm nước ngọt, những tác động đến đa dạng sinh học nông nghiệp và nguồn thực phẩm...) Nguyên nhân của những vấn đề trên là bởi các loài thiên địch với các loài trung gian truyền bệnh có nguy cơ biến mất, trong khi những loài sống sót thường lại là những loài có khả năng làm lây lan dịch bệnh nhanh hơn, chẳng hạn như virus Tây sông Nin, bệnh Lyme và virus Hanta – đây là kết quả của một cuộc nghiên cứu được đồng thực hiện bởi Felicia Keesing – một nhà sinh thái học tại Đại học Bard–Drew Harvell kiêm phó giám đốc ngành môi trường của Trung tâm Atkinson cho một tương lai bền vững (ACSF) tại Đại học Cornell.
Nhu cầu ngày càng cao và tình trạng thiếu nước uống trên hành tinh đã đặt ra thêm một thách thức cho tương lai sức khỏe của nhân loại. Một phần của vấn đề nằm ở thành công của các nhà cung cấp nước nhằm đáp ứng nguồn cung, cũng như sự thất bại của những nhóm thúc đẩy bảo tồn tài nguyên nước. Trong khi nhu cầu phân phối nước sạch ngày một tăng thì ở một số nơi trên thê giới nước sạch vẫn chưa được phân chia đều. Theo Tổ chức Y tế Thế giới (WHO) cho biết vào năm 2018, chỉ có 71% dân số toàn cầu sử dụng một dịch vụ nước uống được quản lý an toàn.
Một số vấn đề sức khỏe do chịu ảnh hưởng từ đa dạng sinh học gồm có an ninh chế độ ăn và dinh dưỡng, bệnh truyền nhiễm, y khoa và nguồn dược liệu, sức khỏe tâm lý và xã hội. Đa dạng sinh học cũng được xem là có vai trò quan trọng trong việc giảm thiểu rủi ro thiên tai cũng như những công sức cứu trợ và phục hồi hậu thiên tai. Theo Chương trình Môi trường Liên Hợp Quốc, một mầm bệnh như virus có nhiều khả năng gặp kháng thể trong một quần thể đa dạng. Ngược lại trong một quần thể giống nhau về mặt di truyền thì nó lại dễ dàng lây lan hơn. Ví dụ như đại dịch COVID-19 sẽ có ít cơ hội xảy ra hơn trong một thế giới có tính đa dạng sinh học cao hơn.

## Số lượng loài

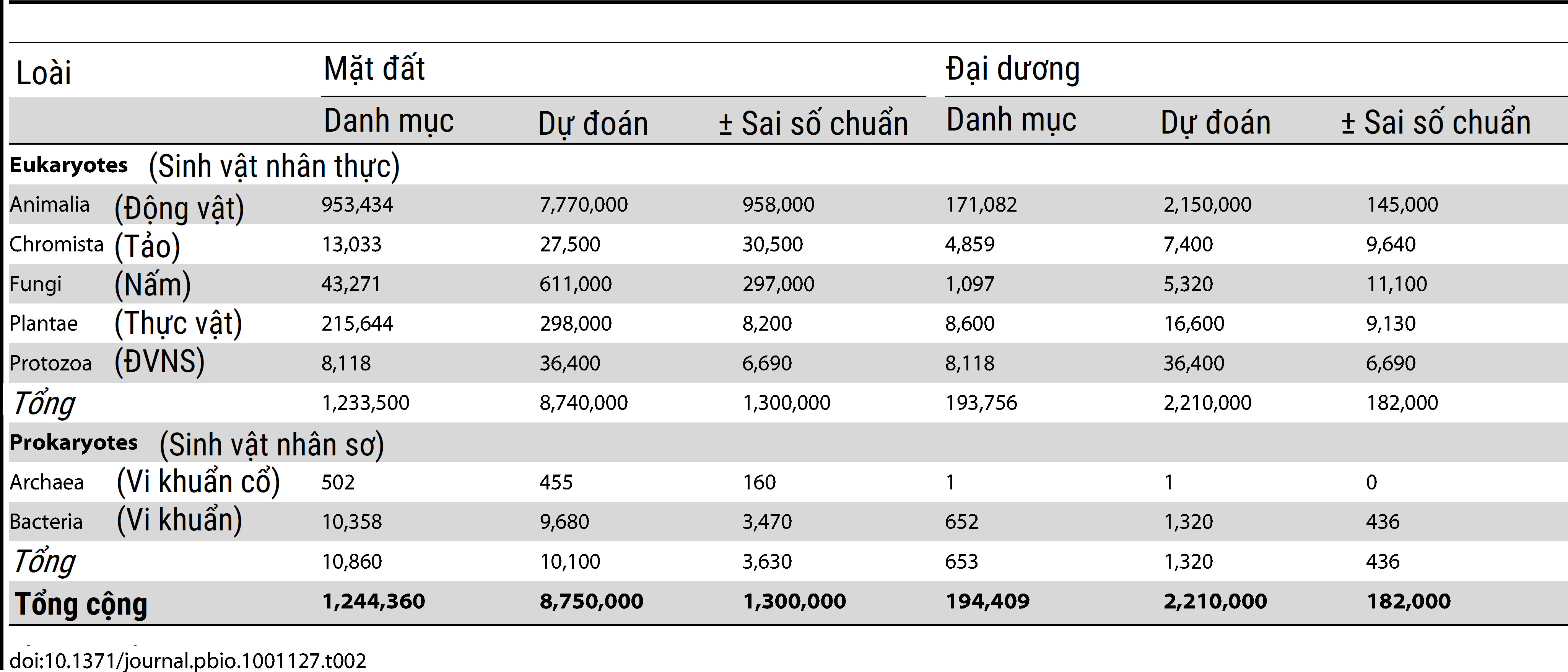
Tổng số loài đã được phát hiện và dự đoán ở trên cạn và dưới đại dương.

Theo Mora và các đồng nghiệp, tổng số loài trên cạn ước tính vào khoảng 8,7 triệu loài, còn số loài dưới đại dương thấp hơn nhiều với con số ước tính 2,2 triệu loài. Các tác giả của thống kê lưu ý rằng những con số ước tính này có ý nghĩa đúng nhất đối với sinh vật nhân thực và giới đại diện thấp của sinh vật nhân sơ. Theo đó ước tính:
- 220.000 loài thực vật có mạch, được đo ước tính bằng phương pháp quan hệ khu vực loài.[106]
- 0,7-1 triệu loài sinh vật biển.[107]
- 10–30 triệu loài côn trùng (0,9 triệu loài trong số đó đã được ta biết đến ngày nay).[108][109]
- 5–10 triệu loài vi khuẩn.[110]
- 1,5-3 triệu loài nấm – con số ước tính dựa trên dữ liệu từ những vùng nhiệt đới, các địa điểm phi nhiệt đới dài hạn và các nghiên cứu phân tử.[111] Trong đó 0,075 triệu loài nấm đã được ghi nhận vào năm 2001.[112]
- 1 triệu loài ve.[113]

### Công cụ
- GLOBIO, một chương trình liên tục lập bản đồ về những hoạt động của con người trong quá khứ, hiện tại và tương lai tác động lên đa dạng sinh học.
- Bản đồ đa dạng sinh học toàn cầu – một bản đồ tương tác từ Chương trình Môi trường Liên Hợp Quốc World Conservation Monitoring Centre
- Thông tin đa dạng sinh học phục vụ tổ quốc của chúng ta (BISON) Lưu trữ ngày 18 tháng 9 năm 2021 tại Wayback Machine, cung cấp một cổng thông tin vào Hoa Kỳ nhằm phục vụ, tì kiếm, lập bản đồ và tải xuống các ghi chép về sự xuất hiện của các loài được tích hợp từ nhiều nguồn dữ liệu.